# أندريو ماتوس
أندريو ماتوس (1 ديسمبر 1995 بأندورا - ) هو لاعب كرة قدم أندوري في مركز الهجوم.

## وصلات خارجية
- أندريو ماتوس على موقع الاتحاد الأوربي (الإنجليزية)
- أندريو ماتوس على موقع قاعدة بيانات كرة القدم.إي يو (الإنجليزية)
- أندريو ماتوس على موقع ناشيونال فوتبول تيمز (الإنجليزية)
- أندريو ماتوس على موقع Soccerway.com (الإنجليزية)
- أندريو ماتوس على موقع عالم كرة القدم.نت (الإنجليزية)